# Middelburg (stacja kolejowa)
Middelburg – stacja kolejowa w Middelburgu, w prowincji Zelandia, w Holandii. Stacja została otwarta w 1872.